# Dobroń (gmina)

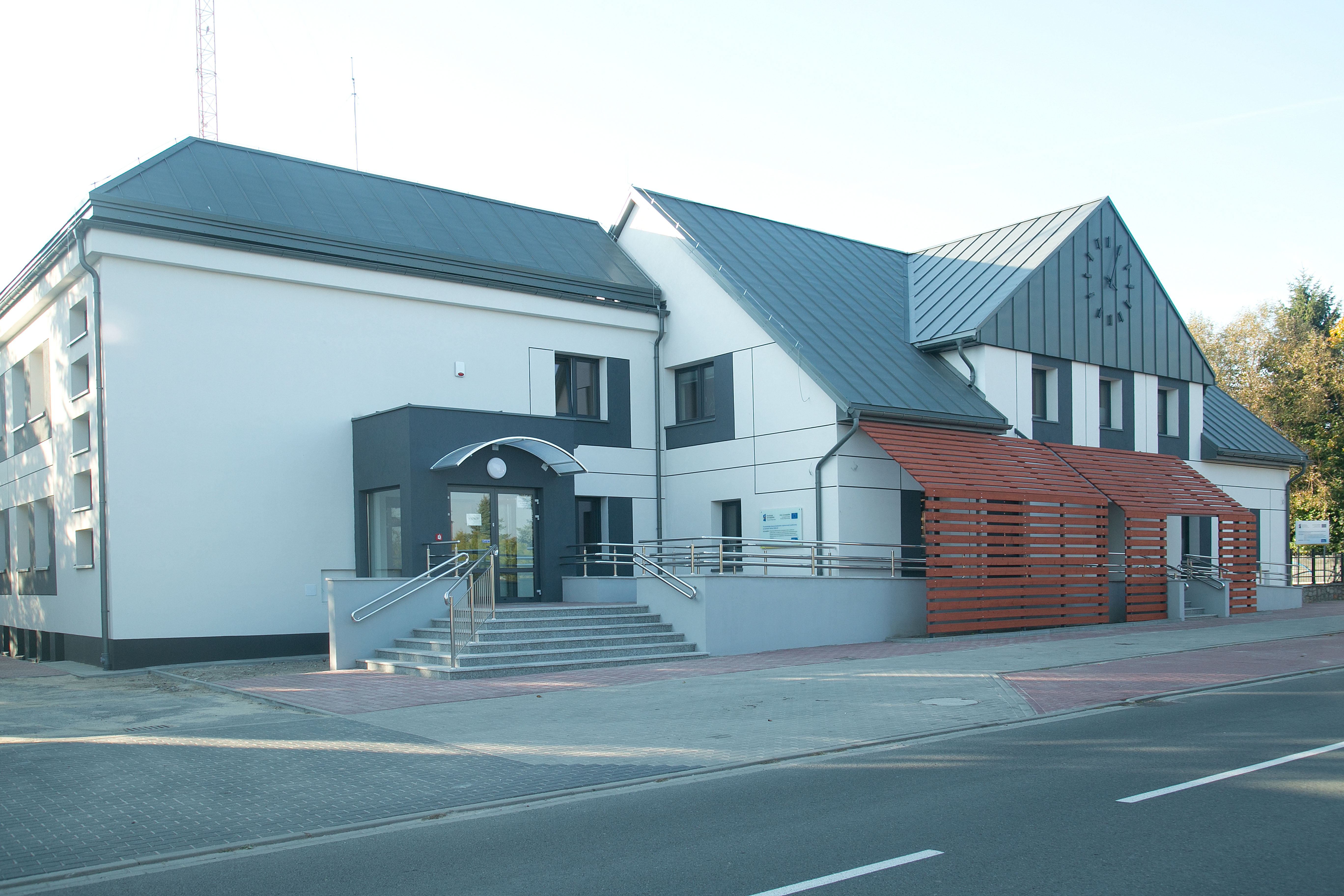
Budynek Urzędu Gminy

Dobroń (do 1929 gmina Wymysłów) – gmina wiejska w Polsce położona w województwie łódzkim, w powiecie pabianickim. W latach 1975–1998 gmina administracyjnie należała do województwa sieradzkiego.
Siedziba gminy to Dobroń.
Według danych z 9 października 2011 gminę zamieszkiwało 7121 osób.

## Struktura powierzchni
Według danych z roku 2007 gmina Dobroń ma obszar 95,46 km², w tym:
- użytki rolne: 52%
- użytki leśne: 41%

Gmina stanowi 19,40% powierzchni powiatu pabianickiego.

## Demografia

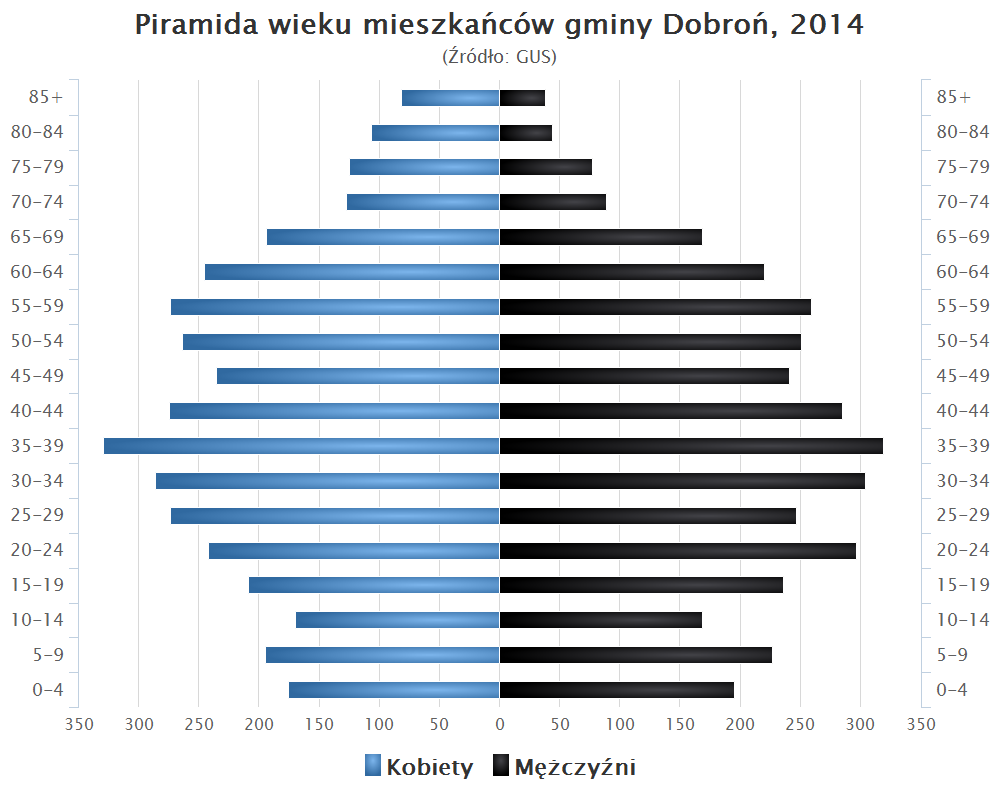
Piramida wieku mieszkańców gminy Dobroń w 2014 roku

Dane z 31 grudnia 2019:
| Opis      | Ogółem | Ogółem | Kobiety | Kobiety | Mężczyźni | Mężczyźni |
| --------- | ------ | ------ | ------- | ------- | --------- | --------- |
| Jednostka | osób   | %      | osób    | %       | osób      | %         |
| Populacja | 7520   | 100    | 3867    | 51,4    | 3653      | 48,6      |

## Sołectwa
Barycz, Chechło Drugie, Chechło Pierwsze, Dobroń, Dobroń Duży, Dobroń Mały, Ldzań, Markówka, Mogilno Duże, Mogilno Małe, Morgi, Orpelów, Poleszyn, Róża, Wymysłów-Piaski.

## Miejscowości niesołeckie
Brogi, Kolonia Ldzań, Orpelów-Numerki, Przygoń, Szczerki, Talar, Wincentów, Wymysłów-Enklawa, Wymysłów Francuski, Zimne Wody.

## Sąsiednie gminy
Dłutów, Łask, Pabianice (miasto), Wodzierady